# 橘家林喬
橘家 林喬（たちばなや りんきょう、1845年（弘化2年）9月6日 - 1898年（明治31年）1月28日）は、落語家。本名は林 林蔵。
生まれは東京、幕末ころに4代目翁屋さん馬（文七さん馬）の門下で翁屋？さん玉、明治初年に4代目林屋正蔵の門下で本名にちなんで一月家林蔵から師匠の前名・林家正楽（林蔵と正楽は逆の可能性も）、1879年に初代談洲楼燕枝の門下で柳家京枝に改名。
京枝時代が名乗時代が長く何をやらせても器用で三味線、踊り、3代目中村仲蔵の声色など多芸であったが愛嬌がなかった。柳派との折り合いも悪くなったので1895年ころに三遊派に移籍し4代目橘家圓喬の門下で橘家林喬と改名し怪談噺で売り出したがその2年ほどで没した。
明治の林喬時代には一時期真打の看板を上げていたという。